# イオピドール
イオピドール（英語: iopydol）は、X線撮影で放射線造影剤として使われる医薬品である。